# Сохов, Владимир Казбулатович
Владимир Казбулатович Сохов (10 сентября 1939, Урожайное, Кабардино-Балкарская АССР — 22 сентября 2023) — советский и российский партийный и государственный деятель; сопредседатель Комитета Парламента Кабардино-Балкарской Республики по межнациональным отношениям; заместитель премьер-министра Кабардино-Балкарии (1986—1988, 1991—1995), депутат Государственной Думы РФ 2-го и 3-го созывов. Награждён Президентом РФ Владимиром Путиным «Орденом Почёта» в 1999 году за высокие достижения в профессиональной деятельности. Почётный член комитета Государственной Думы РФ по бюджету и налогам.

## Биография
Родился 10 сентября 1939 года в селе Урожайное Терского района Кабардино-Балкарской АССР, кабардинец.
В 1963 окончил Кабардино-Балкарский государственный университет по специальности «инженер-строитель», в 1980 — Академию общественных наук при ЦК КПСС.
С 1963 — прораб строительного управления N°9 треста «Каббалкпромстрой».
Работал инженером, затем — старшим инженером завода железобетонных изделий N°1 треста «Каббалкпромстрой».
С 1967 по 1969 был на партийной работе.
В 1969 — 1975 — заместитель министра жилищно-коммунального хозяйства Кабардино-Балкарии, главный инженер Управления капитального строительства при Совете министров Кабардино-Балкарии.
В 1980 — 1981 работал инструктором отдела строительства Нальчикского райкома КПСС.
В 1981 возглавлял Госкомитет по делам строительства и архитектуры Кабардино-Балкарии.
С 1982 по 1986 был председателем исполкома Нальчикского горсовета.
В 1986 — 1988 — заместитель председателя Совета министров — председатель Государственного планового комитета Кабардино-Балкарии.
В 1988 — 1991 — на партийной работе. Совместно с министром строительства КБР участвовал в реконструкции города Нальчика и производил генеральную перестройку.
С 1991 по декабрь 1995 — заместитель премьер-министра правительства Кабардино-Балкарской Республики.
17 декабря 1995 года был избран депутатом Государственной Думы Российской Федерации второго созыва, в связи с чем оставил некоторые посты в правительстве КБР и перебрался в Москву.
19 декабря 1999 был избран депутатом Государственной Думы РФ третьего созыва. В том же году награждён Президентом РФ Владимиром Путиным Орденом Почёта за высокие достижения в профессиональной деятельности и за вклад во внутреннюю устойчивость и стабильность политической системы Российской Федерации.
Почётный член Комитета Государственной Думы РФ по бюджету и налогам.
Скончался 22 сентября 2023 года на 85-м году жизни.